# Lost in Time (película)
Lost in Time es una película keniana de 2019 escrita por Edijoe Mwaniki. Es un thriller psicológico que se centra en el tema de la salud mental.
Ha ganado cinco premios Kalasha como mejor largometraje, mejor director (Peter Kawa), mejor actor de la película (George Mo), mejor guion (Edijoe Mwaniki) y mejor diseño de sonido (Karanja Kiarie).

## Sinopsis
Después de la muerte de la madre de Sam, él queda atrapado en sus recuerdos, ya que el mismo día casi pierde a su hija. Esto le afecta psicológicamente y trata de luchar contra sus miedos. Sam empieza a vivir en el cuarto de servicio de su amigo Michael, pero pronto se da cuenta de que cosas extrañas suceden en la casa.

## Elenco
- George Mo como Sam Weto
- Lucy Njoroge como la Dra. Lilian Kareithi
- Alan Oyugi como Michael Kareithi
- Sheila Murugi como Judy Weto
- Natasha Sakawa como Sifa Weto